# Eduard von Glöden
Eduard Albert von Glöden (* 8. Juli 1801 in Dümpten; † 1. November 1861 in Bützow) war ein mecklenburgischer Edelmann und Kunstsammler.

## Leben
Von Glöden war Angehöriger der rheinischen Linie des uckermärkischen Adelsgeschlechts von Gloeden. Seine Eltern waren der königlich preußische Leutnant und nachmalige Kriegsrat Carl Gustav Wilhelm von Gloeden (* 1750 in Gollnow; † 5. Mai 1817 in Berlin) und dessen Gattin Dorothea Wilhelmine von Koehler. Sein Vater heiratete am 4. Oktober 1812 in Berlin erneut, dieses Mal die Louise Florentine Schulz. Otto von Gloeden war eines von sechs Geschwistern aus der ersten Ehe mit Dorothea Wilhelmine von Koehler.
Bis 1828 lebte von Glöden in Berlin. Bald verließ er die Stadt, ging nach Lübeck und kam schließlich nach Rostock.
Am 30. Juli 1830 vermählte er sich in Schwaan mit Sophie Albertine Bernhardine von Böckmann (* 28. August 1793 in Schönfeld (Mecklenburg); † 28. Februar 1876 in Darmstadt), der Witwe des bei einem Reitunfall umgekommenen Gutsherrn auf Quitzenow, Wilhelm von Blücher (* 11. November 1790; † 27. November 1818 in Wasdow (Mecklenburg)). Sie war die Tochter des königlich preußischen Hauptmanns Hans Bernhard von Böckmann (* 1748 in Rensefeld (Schwartau); † 9. März 1804 in Lüsewitz (Mecklenburg)) und der Margarete Christine von Ahlefeldt (* 30. Dezember 1755 in Rensefeld (Schwartau); † 28. August 1829 in Travemünde). Kinder sind nicht bekannt.
Bis 1846 war von Glöden Mitglied in der mecklenburgischen Altertumsgesellschaft und im entomologischen Verein zu Stettin, sammelte Gemälde und lebte in Bützow.
Zwischen 1843 und 1850 erregte Eduard von Glöden in freimaurerischen Kreisen großes Aufsehen. Obwohl er keiner Freimaurerloge angehörte, kam er durch das Testament seines Vaters in den Besitz der sogenannten maurerischen Geheimnisse. Er bot dem Protektor Prinz Wilhelm von Preußen die Geheimakten der Großen Landesloge, auf deren Nichtbekanntwerden der größte Wert gelegt wurde, für die Summe von 3000 Friedrich d’or an. Diese Papiere enthielten unter anderm laut Inhaltsverzeichnisses alle Acten der Grossen Landesloge von Deutschland zu Berlin vollständig in beglaubigten Copien, also die Rituale, Fragebücher, Geschichte der drei Johannisgrade, der Schotten- und Kapitelsgrade‚ ja selbst das dem Ordensmeister allein zustehende Mysterium in seinen vier Abtheilungen nebst den Instructionen für seine beiden Architecten, auch die geheimsten und wichtigsten Urkunden der geheimen Geschichte dieses Systems, die selbst höchstgraduirten Brüdern unbekannt bleiben. Das Angebot wurde jedoch zurückgewiesen. Nach Bekanntwerden des Angebots schickte Großherzog Friedrich Franz II. von Glöden am 4. April 1845 eine großherzogliche Kommission ins Haus, um die Stücke in Verwahrung nehmen zu lassen, gab sie jedoch 1847 an von Glöden zurück, als die Landesloge keine Absicht erkennen ließ, ihr Eigentumsrecht gerichtlich einzuklagen.
Die Verhandlungen zwischen der Landesloge und Eduard von Glöden zogen sich hin, was von Glöden 1850 zur Publikation seiner Schrift Aufschluß über mein Verhältniß zum Freimaurer-Orden veranlasste, mit der er Unterstützer einer Veröffentlichung suchte. Bald darauf soll es von Seiten der Landesloge zu einer Zahlung von nun 7000 Talern gekommen sein.
1846 erwarb Großherzog Friedrich Franz II. vierzehn Gemälde aus von Glödens Besitz für die großherzogliche Sammlung, das heutige Staatliche Museum Schwerin. Davon ist eine Heilige Maria Magdalena mit kleinem Kruzifixus und Totenkopf seit 1945 verschollen.
Ebenso wie sein jüngerer Bruder Baron Friedrich Alexander Magnus von Gloeden, (* 1808; † 9. Juni 1872 in Gräfrath (Rheinland)), zuletzt königlich preußischer Major z.D. und Kommandeur des 2. Bataillons des 8. westfälischen Landwehr-Regiments „Gräfrath“ (Nr. 57), trat er mit dem Titel eines Freiherrn auf. Eine dahingehende Nobilitierung konnte bisher nicht festgestellt werden.

## Werke
- Aufschluß über mein Verhältniß zum Freimaurer-Orden im Allgemeinen und zu der Großen Landes-Loge von Deutschland zu Berlin im Besonderen. Einladungsschrift zu einer Veröffentlichung der wichtigsten Actenstücke zur Geschichte Beider. Für Maurer und Nichtmaurer. Schwerin: Kürschner 1850 (Digitalisat des Exemplars der Bayerischen Staatsbibliothek)